# Uno strano cliente
Uno strano cliente (Death Has Many Doors) è un romanzo giallo fantascientifico dello scrittore statunitense Fredric Brown, edito nel 1951. È il quinto romanzo che vede protagonisti gli investigatori privati Ed ed Am Hunter.
È stato edito per la prima volta in italiano nel 1959, tradotto da Livio Cortesi, nella collana Serie Gialla della Garzanti.

## Trama
A Chicago, Ed Hunter e suo zio, Am Hunter, hanno aperto da poco un'agenzia d'investigazione privata in proprio quando ricevono la visita di Sally Doerr, che vorrebbe ingaggiarli affinché la proteggano dai marziani, che, dichiara, intendono ucciderla. I due non intendono assumere l'incarico, ritenendo che altrimenti non farebbero altro che utilizzare la suggestionabilità della ragazza per rubarle dei soldi. Tuttavia, quando Sally lascia l'ufficio in lacrime, Ed decide di raggiungerla e, dopo aver trascorso con lei la parte restante della giornata, accetta di rimanere gratuitamente nel suo appartamento anche la notte per rassicurarla. Svegliato in piena notte da una telefonata, si accorge con sgomento che Sally è deceduta nella stanza accanto.
Sebbene i medici siano concordi nel ritenere che la ragazza sia morta per cause naturali, Ed non riesce a darsi pace per la sua disattenzione e decide di indagare sull'accaduto. Contatta così il tutore della ragazza, Gerald Stanton, che aveva preso in custodia Sally e sua sorella Dorothy quando, ancora bambine, erano rimaste orfane di entrambi i genitori. Il nucleo familiare è completato da Eva, moglie di Gerald, dal loro unico figlio, Dickie, e da Ray Wernecke, fratello di Eva. Dalla chiacchierata a casa Stanton, Ed trova conferma che Sally non possedeva molto, se non un terreno di scarso valore nel natio Colorado (nulla apparentemente che potesse giustificare un omicidio) e che lo Zio Ray, spesso ubriaco, era la principale fonte delle credenze sui marziani della ragazza.
La mattina seguente, in ufficio, Ed e Am Hunter ricevono una strana telefonata: l'interlocutore che si presenta come Yat-Dun, un marziano, li ingaggia versando mille dollari perché indaghino sull'omocidio di Sally Doerr e possano così dimostrare che nessun marziano avrebbe avuto interesse nella sua morte. Increduli, i due ritengono che il cliente misterioso non possa essere altri che Ray Wernecke o Gerald Stanton.
Iniziano così le indagini, che risultano inizialmente infruttuose. Alcuni giorni dopo, sono contattati da Dorothy che chiede anch'essa che si indaghi sulla morte della sorella e, soprattutto, chiede protezione, perché uno strano presentimento le dice che potrebbe essere uccisa quel giorno. I due investigatori non vogliono lasciare nulla di intentato visto il precedente e decidono che, mentre Am contatterà gli Stanton, Ed porterà Dorothy fuori città, in un posto a loro sconosciuto e non programmato, in modo che l'eventuale assassino non possa trovarla. Nel mettere in atto il piano, però, Dorothy insiste per nuotare in un vicino lago e annega. Lo stesso Ed richia di annegare andando oltre le proprie capacità nel tentativo di salvarla.
La doppia coincidenza convince ormai Ed che debba essersi trattato di omicidio e gli fa intuire anche il colpevole. Manca tuttavia un movente, che sarà individuato dallo zio Am, e il mezzo utilizzato per compiere il delitto.

## Edizioni
- (EN) Fredric Brown, Death Has Many Doors, E. P. Dutton, 1951.
- Fredric Brown, Uno strano cliente, traduzione di Livio Cortesi, Serie Gialla n° 160, Garzanti, 1959.[1]
- Fredric Brown, Uno strano cliente, traduzione di Livio Cortesi, I Classici del Giallo Mondadori n° 932, Milano, Arnoldo Mondadori Editore, 2002.[2]
- Fredric Brown, Uno strano cliente, in Progetto Giove, traduzione di Livio Cortesi, Urania Millemondi n° 78, Milano, Arnoldo Mondadori Editore, 2017.